# Slego
Lo Slego fu un locale e club storico della scena rock, tantoché il Times lo citò in un articolo come "the best rock club in Italy" (Traduzione: "il miglior rock club in Italia").
Nato a Viserba di Rimini nel 1980, in piena rivoluzione punk, lo Slego, assieme all'Aleph - The Cult Club, sopperì alla mancanza, in quel periodo, di locali da ballo alternativi alle balere da liscio o alle discoteche più indirizzate nella disco music. Il club divenne inoltre un importante promotore di musica dal vivo, in cui si esibirono alcuni dei gruppi più interessanti del panorama rock e new wave nazionale ed internazionale.

## Storia

### 23 novembre 1980
Alla fine degli anni '70, l'offerta musicale dei locali da ballo si divideva fra balere impegnate nella diffusione di musica tradizionale (liscio romagnolo, mazurca, polka, valzer) e discoteche con la loro disco music. Il rock del panorama musicale nazionale ed internazionale, nonostante l'avvento del punk nel 1977, era ancora fortemente influenzato dai "mostri sacri" degli anni '70, tendenza che però dimostrava sempre più la sua stanchezza a volte con espressioni eccessivamente "monumentali", altre con gli eccessi tecnicistici di certe espressioni del rock progressivo.
In questo contesto, nel 1980 alcuni ragazzi riminesi sull'onda della rivoluzione del primo punk, pensano sia possibile aprire un locale dove poter ballare la "New Wave" ed il Punk. Giovanni Tommaso Garattoni, Werter Corbelli, Roberto "Bull" Buldrini, Caterina Fabbri, Gaudenzia Angelini e Franco Fattori il 23 novembre 1980, una domenica pomeriggio, trasformarono una balera di periferia nello Slego. Il primo anno, che fu in realtà lungo solo cinque settimane, chiuse la notte di capodanno con una grande festa fino all'alba. Il locale in cui lo Slego risiedette da lì in poi, veniva diviso con la balera di liscio La Sirenetta che usava il locale d'estate. In inverno diventava Lo Slego.

### Lo Slego: 1980 -1982
Con l'inizio degli anni '80 il locale prende un giro maggiore, cambia nome e prendendo a prestito un verso di Eptadone degli Skiantos si ribattezza "Lo Slego", decidendo così di dare in mano la gestione all'ARCI e la direzione del locale a Pier Pierucci, seriamente intenzionato a creare un circuito di club in cui proporre concerti, DJ e performance. Nasce così quello che diventerà in qualche anno il Nightclubbin' Organization di cui facevano parte il Big Club di Torino, il New Panda di Salerno, il Suburbia di Perugia, il Viridis di San Giuliano Milanese, lo Psycho di Genova, il Manila di Firenze, l'Amnesia di Terni, l'Aleph di Gabicce, il Graffio di Modena, il Malaria di Giulianova, il Neon di Pordenone, il My Way di Fiorenzuola d'Arda ed il Plastic di Milano.
Fu in questo periodo che Thomas Balsamini divenne il principale DJ dello Slego, suonando tramite il Rockerilla Party in molti dei locali del Nightclubbin' Organization.
In quegli anni, inoltre, lo Slego organizzò numerosi concerti, fra cui è memorabile il primo concerto che i Litfiba tennero fuori Firenze nel 1981. A questi seguirono altri nomi importanti della scena fiorentina come Diaframma e Neon. Altri gruppi della scena nazionale che salirono sul palco dello slego in quegli anni furono i Gaznevada, gli Underground Life, Billy Blade and the Electric Razors, i Denovo e i romagnoli Mickey and the Mouses e Violet Eves.
Con gli X di John Doe ed Exene Cervenka, lo Slego aprì il suo palco a gruppi stranieri. Furono di questo periodo concerti dei Cult, dei Sound, dei Prisoners, Gun Club e dei Clock DVA.

### Revival: 1985/1990
Nella metà degli anni '80 l'attenzione si sposta verso gruppi impegnati nella riscoperta di sonorità del passato, dal rock 'n' roll degli anni '50 alla psichedelia dei '70, dal beat al garage punk. Oltre al consueto folto numero di concerti di gruppi stranieri come Julian Cope, Green on Red, Opal, Died Pretty, Ramones alcuni degli italiani presentati in quegli anni furono i Four By Art, i Casino Royale allora indirizzati verso lo Ska, Gli Avvoltoi, i Birdman of Alcatraz ed i Sick Rose.

### La chiusura
Nel 2000 il proprietario dello stabile in cui aveva sede lo Slego vende l'immobile, che verrà abbattuto per costruire un condominio. Questo evento determinò la definitiva chiusura del club che trovò la sua naturale prosecuzione nel riminese  Velvet Club.